# Constantí Cefalàs
Constantí Cefalàs (en llatí Constantinus Cephalas, en grec Κωνσταντῖνος ὁ Κεφαλᾶς) va ser un compilador grec romà d'Orient que va viure en el regnat de Constantí VII Porfirogènit. Va compilar la part principal de l'Antologia grega, part que es coneix amb el nom d'Antologia palatina. La va compondre al tomb del segle x i al segle xiv va ser completada per Planudes.
De la seva història personal no se'n coneix res.